# Verbundenheit
Als Verbundenheit oder Zugehörigkeitsgefühl wird in der Psychologie der Kommunikation das Gefühl bezeichnet, einer anderen Person oder einer Personengruppe zugehörig zu sein und in einer gegenseitig vertrauensvollen Beziehung zu stehen.
Nach Friedemann Schulz von Thun ist die Verbundenheit eines der vier seelischen Grundbedürfnisse – neben dem Empfinden von Eigenwert, einem ausreichenden Grad an Freiheit und dem Bedürfnis, geliebt zu sein.
Aktives Zuhören begünstigt eine Stimmung der Verbundenheit.
Eine Motivation für ehrenamtliche Arbeit ist die Verbundenheit zu der durch die Arbeit profitierenden Gruppe oder die Verbundenheit zu denjenigen Menschen, mit denen die ehrenamtliche Arbeit zusammen geleistet wird. 